# Richard Mollier

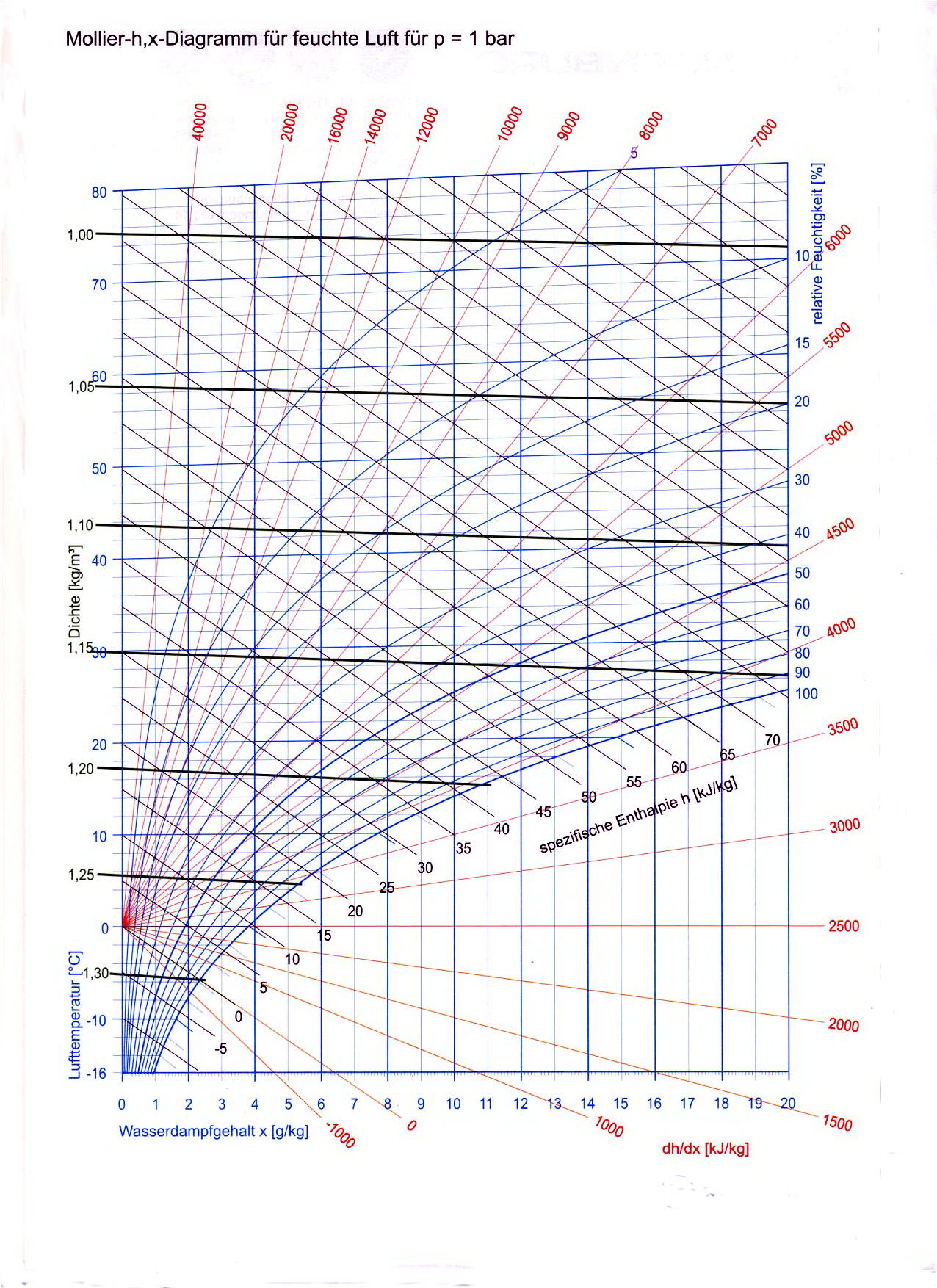
Wykres h-x dla wilgotnego powietrza, nazywany wykresem Molliera

Richard Mollier (ur. 30 listopada 1863 w Trieście  – zm. 13 marca 1935 w Dreźnie) – niemiecki profesor, prekursor obliczeń termodynamicznych.

## Dorobek
Studiował matematykę, fizykę i inżynierię mechaniczną w Grazu i na Uniwersytecie Technicznym w Monachium. W 1888 zdał egzamin dyplomowy na inżyniera mechanika. W 1892 obronił pracę doktorską na temat diagramu cieplnego, co spowodowało jego naukowe powołanie do dziedziny termodynamiki. W 1896 został mianowany profesorem matematyki stosowanej i inżynierii mechanicznej na Uniwersytecie w Getyndze. W 1897 roku przyjął propozycję pracy na  Uniwersytecie Technicznym w Dreźnie. 
Richard Mollier pracował nad znalezieniem zależności pomiędzy wielkościami fizycznymi opisującymi stan pary wodnej, wody i wilgotnego powietrza, takimi jak: temperatura, ciśnienie, entalpia, a w przypadku wilgotnego powietrza - również zawartość wilgoci i wilgotność względna.
W 1904 opublikował po raz pierwszy wykres obrazujący wspomniane zależności dla pary wodnej. W latach następnych kontynuował badania, które stały się podwaliną do powstania nowych gałęzi nauki i przemysłu, m.in. klimatyzacji. W 1932 roku na konferencji w Los Angeles postanowiono uhonorować Molliera i odtąd wszystkie wykresy termodynamiczne przedstawiające zależności z użyciem entalpii (h) nazywane są wykresami Molliera.
Formuły obliczeniowe i nomogramy stworzone przez Richarda Molliera są wykorzystywane po dziś dzień. Wykresy h-x to nomogramy dla wilgotnego powietrza, natomiast wykresy h-s dotyczą pary.

## Publikacje
- Die Entropie der Wärme (1895)
- Dampftafeln und Diagramme des Kohlendioxid (1896)
- Neue Diagramme zur Technischen Wärmelehre (1904)
- Neue Tabellen und Diagramme für Wasserdampf  (1906)

## Źródła opisu
- angielskojęzyczna Wikipedia
- nota biograficzna na chemicalogic.com